# مكتبة أشيقر العامة
مكتبة أشيقر العامة، من المكتبات القديمة في أشيقر إحدى محافظات منطقة الرياض بالمملكة العربية السعودية.

## تأسيس المكتبة
تأسست المكتبة في عام 1374هـ عن طريق تبرع أهالي المحافظة رغبةً في نشر العلم والثقافة بين الناس، وكان موقعها سابقاً في المستوصف القديم، ثم في مبنى مستأجر من قبل الحكومة.

## مسؤولي المكتبة
- المدير ويدعى عبد العزيز بن منصور أبا حسين
- الموظفين.[2]

## مقتنيات المكتبة
- الكتب باللغة العربية والإنجليزية
- الصحف
- المجلات[3]
- المخطوطات[4]

## التصنيف المتبع في المكتبة
تصنيف ديوي العشري

## الخدمات المقدمة
- الإرشاد والقراءة
- الخدمة المرجعية
- الأطلاع والقراءة بداخل المكتبة.[5]

## انظر ايضاً
- أشيقر
- مكتبة
- مكتبة المدينة المنورة العامة
- مكتبة القطيف العامة

## وصلات خارجية
- اشيقر تاريخ وحضارة تجمع عروس الوشم.
- أشيقر.. «مورد الماء» وبلد العلم والتجّار.